# فندا
فندا (بالإنجليزية: Venda)‏ (/vɛnˈdə/)، كانت إحدى البانتوستانات في شمال جنوب أفريقيا، على الحدود الشمالية مع زيمبابوي، وتشترك في حدود طويلة من جهتي الجنوب والشرق مع موطن آخر للسود المعروفين باسم غازانكولو (Gazankulu). الآن أصبحت جزء من محافظة ليمبوبو. فندا تأسست من قبل حكومة جنوب أفريقيا واعتبرتها وطن لشعب فندا، والذين يتحدثون اللغة الفيندية. ولهذا السبب فإن الأمم المتحدة والمجتمع الدولي رفضوا الاعتراف بفندا كدولة مستقلة.

حدود فندا الداخلية. باللون الأحمر.

## المناطق في عام 1991
أقضية المحافظة وعدد السكان في تعداد 1991 .
- Dzanani: 123,035
- Mutale: 244,532
- ثوهوياندو: 136,089
- Vuwani: 55,141

## أعلام
- إريك ماثوهو